# The Grave Digger
The Grave Digger десятий студійний альбом німецького хеві-метал гурту Grave Digger. Це один із найпохмуріших альбомів Grave Digger (наряду з Heart of Darkness). Тексти пісень про темні поняття, деякі за творами Едгара Аллана По

## Список композицій
Уся музика написана Болтендаль/Бекер/Шмідт, усі слова - Болтендаль
1. "Son of Evil" - 5:04
2. "The Grave Digger" - 5:06
3. "Raven" (написана на основі вірша "Ворон") - 4:34
4. "Scythe of Time" (написана на основі оповідання "Трагічне становище") - 5:14
5. "Spirits of the Dead" (написана на основі поеми "Дух смерті") - 3:56
6. "The House" (написана на основі "Падіння дому Ашерів") - 5:42
7. "King Pest" (написана на основі "Король Чума") - 4:08
8. "Sacred Fire" - 4:11
9. "Funeral Procession" - 5:45
10. "Haunted Palace" (написана на основі поеми "Палац з привидами") - 4:14
11. "Silence - 7:15

Цей альбомм був також виданий на вінілі, який включав наступні бонус-треки:
- "Starlight" (Accept кавер)
- "Running Free" (Iron Maiden кавер)

Діджіпак версія включала наступний бонус-трек:
- "Black Cat" (написана на основі оповідання "Чорний кіт")

## Учасники
- Кріс Болтендаль - вокал
- Манні Шмідт - гітара
- Єнс Бекер - бас-гітара
- Штефан Арнольд - ударні
- HP Катценбург- клавішні